# Малш (Вислох)
Малш (њем. Malsch) општина је у њемачкој савезној држави Баден-Виртемберг. Једно је од 54 општинска средишта округа Рајн-Некар. Према процјени из 2010. у општини је живјело 3.415 становника. Посједује регионалну шифру (AGS) 8226046.

## Географски и демографски подаци
Малш се налази у савезној држави Баден-Виртемберг у округу Рајн-Некар. Општина се налази на надморској висини од 171 метра. Површина општине износи 6,8 km². У самом мјесту је, према процјени из 2010. године, живјело 3.415 становника. Просјечна густина становништва износи 504 становника/km².